# 深圳特力
深圳市特力（集团）股份有限公司（深交所：000025/200025，简称：特力A/特力B）是中国一家从事能源、材料和机械电子设备批发业、汽车、摩托车及零配件批发业的上市公司。公司总股本22028.16万股（2009年）。
其中，深圳市特发集团有限公司持有1.4587亿股，占总股本的66.22%，是公司第一大股东。
公司总部位于深圳市福田区深南中路中核大厦十五楼，法人代表为郭东日。